# Larreule (Pyrénées-Atlantiques)
Larreule is een gemeente in het Franse departement Pyrénées-Atlantiques (regio Nouvelle-Aquitaine) en telt 187 inwoners (1999). De plaats maakt deel uit van het arrondissement Pau. In deze plaats bevindt zich een benedictijnerabdij.

## Geografie
De oppervlakte van Larreule bedraagt 10,0 km², de bevolkingsdichtheid is 18,7 inwoners per km².
De onderstaande kaart toont de ligging van Larreule (Pyrénées-Atlantiques) met de belangrijkste infrastructuur en aangrenzende gemeenten.

## Demografie
Onderstaande figuur toont het verloop van het inwonertal (bron: INSEE-tellingen).